# Austrothelphusa valentula
Austrothelphusa valentula is een krabbensoort uit de familie van de Gecarcinucidae. De wetenschappelijke naam van de soort is voor het eerst geldig gepubliceerd in 1951 door Riek.